# احمد علوی

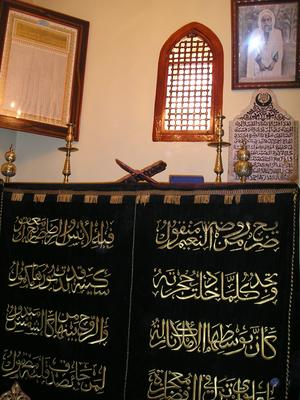
مقبره شیخ احمد علاوی در مستغانم، الجزایر

احمد بن مصطفی علاوی، شاعر و صوفی نامدار قرن بیستم بود. وی در سال ۱۸۶۹، در مستغانم کشور الجزایر زاده شد، او تحصیلات ابتدایی را نزد پدرش تمام کرد. پس از مرگ پدرش در سال ۱۸۶۶ او تا ۱۸۹۴، در مستغانم کار می‌کرد. او نخست پیرو طریقه عیساویه بود. در سال ۱۸۹۴، احمد علاوی به مراکش سفر کرد، و پیروی محمد بوزیدی را نمود. پس از وفات شیخ بوزیدی در سال ۱۹۰۹، شیخ علوی به مستغانم بازگشت و شاخه‌ای از طریقه شاذلیه به نام علاویه را بنیان نهاد. این طریقه به سبب انتسابش به علی بن ابی طالب (که به گفته شیخ علاوی، در رؤیای صادقه به او ظاهر شد) علاویه یا علویه خوانده می‌شود. طریقه علویه نخست در الجزائر و سپس در دیگر ممالک شمال آفریقا و به خصوص مراکش گسترش یافت. احمد العلاوی، در سراسر جهان اسلام، تا نواحی مالایی و اندونزیایی‌زبان نیز شاگردان و مقدّمانی داشت. شیخ علاوی خود در سال ۱۹۲۶ به کشور فرانسه مسافرت کرد و نخستین نماز جماعت در مسجد پاریس را امامت نمود. همچنین، شاخه‌ای از طریقت او در اروپا گسترش یافت؛ و برایِ نخستین بار تصوف را به نحوی پایدار در اروپا مستقر ساخت. احمد علاوی در ژوئیه ۱۹۳۴ درگذشت.